# 야망과 도전
"야망과 도전"은 1985년에 개봉한 대한민국의 영화이다.

## 캐스팅
- 정세혁
- 최명효
- 이은숙
- 김진규
- 이해룡
- 송정아
- 배동진
- 서영래
- 김지영
- 서영주
- 오영아
- 윤일주
- 박민호
- 김기범
- 한태일
- 남포동
- 조학자
- 박윤근
- 김신명
- 길달호 (특별출연)
- 박양근 (특별출연)